# Schrägband-Panzerwels
Der Schrägband-Panzerwels (Hoplisoma loxozonum, Synonym: Corydoras loxozonus, von griechisch „loxos“ = schräg, und lateinisch „zona“ = Gürtel, Gurt, Zone; in Bezug auf die breite, schräge „Binde“ auf den Körperseiten) ist eine Fischart aus der Familie der Panzer- und Schwielenwelse (Callichthyidae), die im Stromgebiet von Río Guaviare und Río Meta in Kolumbien vorkommt. Die Typuslokalität liegt südöstlich von Villavicencio im Río Ariari, einem Nebenfluss des Río Guaviare. Deckers Panzerwels, ein weiterer deutscher Trivialname der Art, leitet sich vom Handelsnamen „Corydoras deckeri“ ab, unter dem diese und ähnliche Panzerwelsarten zum Zweck der Aquarienhaltung ursprünglich in die USA eingeführt wurde. „Corydoras deckeri“ war aber niemals ein gültiger wissenschaftlicher Name und wird auch für weitere Arten wie z. B. Corydoras axelrodi verwendet.

## Merkmale
Der Schrägband-Panzerwels wird fünf bis sechs Zentimeter lang, ist sehr variabel sandgelb bis fleischfarben gefärbt und glänzt golden. Er ähnelt mit seinem kräftigen, dunkelbraunen Längsband und den weiteren aus Einzelpunkten zusammengesetzten Bändern dem im gleichen Gebiet vorkommenden Axelrods Panzerwels (Hoplisoma axelrodi), das Längsband ist im Unterschied zum fast waagerechten bei diesem aber schräg und beginnt unterhalb der Rückenflosse, um dann bis zum unteren Lappen der Schwanzflosse zu reichen. Auch die vorderen Strahlen der Rückenflosse sind dunkelbraun.
Die Autoren zählten beim Holotypus 7 geteilte Flossenstrahlen in der Brustflosse (Pectorale) sowie 24 Knochenplatten in der oberen und 20 in der unteren Reihe. An Barteln sind 2 Paare Rictalbarteln und 1 Paar Mentalbarteln vorhanden. Der innere Rand des Pectoralstachels ist schwach gesägt.

## Zucht
Der Schrägband-Panzerwels wird selten gezüchtet. Je Zucht schlüpfen etwa 150 Jungfische.